# Michel Siffre
Michel Siffre (Nizza, 3 gennaio 1939 – Nizza, 25 agosto 2024) è stato un geologo, speleologo ed esploratore francese.
Come speleologo ha compiuto centinaia di esplorazioni in grotte e caverne in Francia, in Europa e nel resto del mondo. 
La sua celebrità si deve agli esperimenti di permanenza in isolamento, "fuori dal tempo", cioè al lungo soggiorno (da tre mesi a sei mesi) in grotte senza alcuna possibilità di controllare il trascorrere del tempo, allo scopo di studiare le reazioni e il comportamento dell'organismo umano e la modificazione del ritmo circadiano.

## Biografia
Sin dall'infanzia Siffre scoprì una doppia vocazione per la geologia e per la speleologia. All'una, e sopra tutto all'altra disciplina ha dedicato tutta la sua vita. 
Allievo di Jacques Bourcart, studiò la geologia dinamica e l'oceanografia.
Ha partecipato a missioni esplorative e di ricerca facendo numerose scoperte che ha comunicato a congressi internazionali e all'Accademia francese delle scienze.
Il 16 agosto del 1961 colora con fluoresceina il ruscello dell'abisso dei Perdus a 285 metri di profondità e per la prima volta trova applicazione in speleologia la teoria dello statunitense R. Dunn (1957) sull’uso di fluocaptori, che vengono posizionati al Pis del Pesio: sino ad allora le colorazioni si rilevavano a vista, col rischio di non veder passar l’onda verde, mentre il fluocaptore al carbone attivo, una volta che abbia reagito, può essere raccolto anche a distanza di giorni. Il 30 giugno 1963, Siffre ha poi colorato l’inghiottitoio di Pian Ambrogi e quello del Picco dell’Armusso, dimostrando che l’acqua di Pian Ambrogi, orograficamente del bacino del Tirreno, in realtà finiva in Adriatico grazie ad un collettore sotto i Monti delle Carsene, drenante al Pis del Pesio.
Dal 16 luglio al 17 settembre del 1962 restò confinato da solo a 110 metri di profondità nell'Abisso Scarason, nelle Alpi Liguri, col solo contatto telefonico con il suo staff di superficie. L'esperimento aveva il fine di testare le reazioni di adattamento del corpo umano e le modifiche del ritmo circadiano in condizioni di totale isolamento temporale: quando il 14 settembre gli venne comunicata la fine dell’esperimento e che sarebbe uscito dopo un paio di giorni, in base al suo diario egli credette si trattasse del 20 agosto (e che sarebbe uscito il 22: di qui l’equivoco spesso riportato, ma in realtà già ben chiarito nel testo di Siffre).
Dieci anni dopo, tra il 14 febbraio e il 10 agosto 1972, trascorse ben 205 giorni in totale solitudine all'interno della Midnight Cave, nel Texas. Nel corso del suo soggiorno Siffre fu costantemente monitorato attraverso sensori che ne rivelavano la frequenza cardiaca, la pressione del sangue e la temperatura corporea. Questi studi furono utili per valutare il comportamento del corpo umano durante lunghi periodi di isolamento e nel caso dei voli spaziali, che proprio allora muovevano i primi passi. Nella Midnight Cave la temperatura era relativamente confortevole (21,5 °C) e nessun rumore rompeva il silenzio assoluto. Siffre trascorse i sei mesi della permanenza in una ristretta area di circa 40 metri quadrati, con apparecchiature di monitoraggio che ne registravano i parametri vitali. Dopo circa 2 mesi, il 27 aprile, l'esperimento rischiò di venire interrotto a causa di un improvviso crollo psicologico (dovuto alla semplice lettura del passo di un libro) che ne indebolì momentaneamente lo spirito. Siffre riuscì tuttavia a sopportarne il peso, portando a termine l'esperimento. L'esperienza venne descritta in seguito nel suo libro Dans les abîmes de la Terre.
Dal 30 novembre del 1999 al 14 febbraio del 2000 Siffre, all'età di sessant'anni, trascorse un ultimo periodo di isolamento nella grotta di Clamouse in Francia, allo scopo di studiare l'influenza dell'invecchiamento all'adattamento del corpo umano in condizioni di isolamento e in mancanza di qualsiasi riferimento temporale, e le ricadute sulla regolarità dei ritmi circadiani, sviluppando ulteriormente, con l'uso di strumentazioni sofisticate di monitoraggio dei parametri metabolici, il tema di ricerca intrapreso quasi quarant'anni prima.
Morì a Nizza il 25 agosto 2024 per cause naturali all'età di 85 anni.